# Les Achards
Les Achards é uma comuna francesa na região administrativa do País do Loire, no departamento da Vendeia. Estende-se por uma área de 30.30 km². Em 2010 a comuna tinha 5 297 habitantes (densidade: 174,8 hab./km²).
Foi criada em 1 de janeiro de 2017, a partir da fusão das antigas comunas de La Mothe-Achard (sede da comuna) e La Chapelle-Achard.